# Reggenza di Bungo
La reggenza di Bungo è una reggenza (in indonesiano: kabupaten) dell'Indonesia, situata nella provincia di Jambi.
Il capoluogo della reggenza è Muara Bungo.